# Свідчить Україна — The Reckoning Project
Проєкт «Свідчить Україна» (англ. The Reckoning Project: Ukraine Testifies, TRP) — проєкт, у якому залучені українські та міжнародні журналісти, юристи й аналітики, що збирають свідчення про воєнні злочини Росії в Україні. На основі зібраних свідчень учасники проєкту формують судові справи, а також готують медіа-проєкти для українських та іноземних ЗМІ. Репортажі, аналітичні статті та документальні фільми команди «Свідчить Україна» виходили у виданнях The Atlantic, Vanity Fair, журналі TIME, в «Українській правді», на сайті hromadske.  

## Історія заснування
У березні 2022 року, невдовзі після повномасштабного вторгнення Росії в Україну, проєкт «Свідчить Україна» заснували команда Лабораторії журналістики суспільного інтересу на чолі з Наталею Гуменюк, воєнна кореспондентка Джанін Ді Джованні та дослідник Пітер Померанцев у співпраці з Інститутом висвітленням війни та миру. Правозахисники й журналісти проєкту «Свідчить Україна» мають досвід роботи з воєнними злочинами у Сирії, Боснії, Чечні, Руанді.
До правління проєкту входять зокрема адвокат і дослідник Філіп Сендс; історик Тімоті Снайдер; німецька політична діячка Ребекка Гармс; британський адвокат Вейн Джордаш; журналістка та науковиця Лінда Кінстлер; український та американський історик Сергій Плохій.
The Reckoning Project входить до Коаліції правозахисних організацій “Україна. П'ята ранку” / Ukraine 5AM Coalition, які збирають та документують воєнні злочини та злочини проти людяності, вчинені під час російської збройної агресії в Україні.

## Принципи роботи
Проєкт «Свідчить Україна» поєднує журналістику із юридичною підзвітністю, щоб досягти правосуддя та висвітлювати правду про вторгнення Росії в Україну.
Загалом до роботи над проєктом залучені 20 українських журналістів–дослідників, які представляють різні куточки України. Журналісти The Reckoning Project пройшли тренінги зі збору свідчень відповідно до юридичних стандартів. Вони також мали навчання з міжнародного гуманітарного права та роботи з травмою. 
Зібрані свідчення команда проєкту верифікувала, вивчала та архівувала для подальшого використання у судових процесах. Загалом в межах The Reckoning Project вдалося зібрати понад 150 свідчень. Дослідники працювали на Донеччині, у Харкові, Запоріжжі, Чернігові, Сумах, Кривому Розі, Чорнобилі та низці сіл Херсонської, Миколаївської та Київської областей.

## Створені мультимедійні історії
Журналісти The Reckoning Project також працювали над великими медіа-проєктами для українських та міжнародних видань. Серед тем цих проєктів — примусова депортація дітей, невибіркові обстріли мирного населення, страти представників державних органів.
У межах Reckoning Project вийшли такі медіа-проєкти:
- Жахливий місяць російського полону: історія одного підвалу в українському селі. Спеціальний репортаж і документальний фільм про полон у шкільному підвалі у Ягідному, що вийшов англійською та українською у виданні TIME[8].
- "Тату, ти повинен приїхати, або нас усиновлять". Жахлива воєнна сага однієї української родини. Історія про те, як троє дітей пережили блокаду Маріуполя, примусове переселення та ув’язнення батька[9].
- Шість життів під некерованими бомбами. Як російські літаки атакували житлові квартали Чернігова. Історія про авіаудар 3 березня 2022 по житлових кварталах Чернігова.
- «Станція Краматорськ». Медіа-проєкт включно з документальним фільмом про ракетний авіаудар по залізничному вокзалу в Краматорську 8 квітня 2022 року[10].
- «Вони нічого не розуміли, просто зіпсували людям життя». Як російські загарбники мучили жителів українських містечок. Стаття Наталі Гуменюк та Енн Епплбаум про знущання росіян над лідерами українських громад. У медіа-проєкт також входить документальний фільм «Втрачений рай» українського режисера Романа Бондарчука про переслідування Віктора Маруняка, старости села Стара Збур'ївка[11].
- Як медики зі Снігурівки виживали в окупації: рятували людей, не зрадили клятві Гіппократа і чекали на ЗСУ. Історія міської лікарні у Снігурівці Миколаївської області, що 9 місяців пробула в російській окупації[12].